# Mroczki (medycyna)

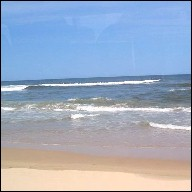
Przykład prawidłowego pola widzenia.

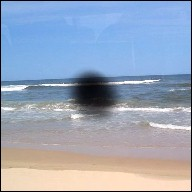
Przykład pola widzenia z mroczkiem centralnym spowodowanego przez zwyrodnienie plamki żółtej.

Mroczki – w medycynie ruchome lub stałe zamglenie oczu w polu widzenia, spowodowane przez zmiany zapalne, naczyniowe bądź zanikowe w siatkówce oka albo w nerwie wzrokowym. 
Mroczki są typowym, wczesnym symptomem jaskry, ale i innych chorób takich jak na przykład nowotwory mózgu. Mroczki najczęściej występują u krótkowidzów.
Mroczki migocące (łac. scotoma scintillans) są obserwowane w migrenach z aurą.